# 포퓔리슴
포퓔리슴(프랑스어: Populisme)은 프랑스에서 일어난 문학 운동으로, 1930년대 초반에 시작되었다.